# Metro ligero de l'Horta Sud
El Metro de la Huerta Sur, originariamente la línea 8 de Metrovalencia, fue un proyecto de Ferrocarriles de la Generalidad Valenciana para que los 420.000 habitantes de 16 poblaciones de la Huerta Sur pudieran desplazarse de una localidad a otra de forma rápida y sin depender de transporte privado. Estaba proyectado que esta línea transcurriera por superficie durante todo su trayecto a excepción de las estaciones de Nuevo Manises, Manises y Cuart de Poblet, por lo que eran necesarios trenes híbridos que combinaran tren y tranvía, es decir, el metro ligero, el cual recorrería la comarca de noroeste a suroeste.

## Proyecto completo
Cuando se completara la construcción de la línea al 100% el metro ligero partirá de la estación de la línea 5 de Manises y pasaría por el Barrio del Cristo, Aldaya, Alacuás, Torrente, Picaña y Paiporta, donde conectaria con la línea 7.
Desde este punto, la línea se bifurcaria en dos ramales:
- Uno llegaría a Benetúser, Barrio de Orba (Alfafar), Masanasa, Catarroja, Albal, Alcácer y Silla.
- El otro ramal daría servicio al barrio de La Torre, Sedaví, el Horno de Alcedo y a la Nueva Fe (ya en la ciudad de Valencia), donde conectaría con el futuro tranvía orbital (Actualmente la Línea 6) y la línea 1 de metro.

Además, otros dos ramales llegarían al centro comercial de Aldaya, Bonaire, y a la estación de Torrente, respectivamente. Así, la línea tendría cerca de 30 estaciones nuevas, por lo que era necesaria la construcción de 35 kilómetros de vías, de las cuales ocho estarían conectadas con otras líneas de metro, tranvía y Cercanías de Renfe que llegan al centro de Valencia. 
Las estaciones hasta ahora proyectadas podrían sufrir modificaciones según estime la Generalidad Valenciana; pues, por ejemplo, la localidad de Picasent ha denunciado que la nueva línea no pase por su localidad, y sí lo haga por pueblos cercanos con menos habitantes.

## Fases de Construcción
Los Presupuestos Generales de la Comunidad Valenciana establecen dos tramos de construcción en un periodo de 5 años desde 2010.
| Tramo                                                | Estado (2018)                     | km  | Paradas | Coste (mill. €) |
| ---------------------------------------------------- | --------------------------------- | --- | ------- | --------------- |
| Nueva Fe - Horno de Alcedo - Sedaví                  | Pendiente del estudio informativo | -   | 3       | -               |
| Sedaví - La Torre - Valencia Sur                     | Pendiente del estudio informativo | -   | 3       | -               |
| Valencia Sur - Benetúser - Orba                      | Pendiente del estudio informativo | 3,5 | 3       | 38,1            |
| Orba - Masanasa - Catarroja I - Catarroja II - Albal | Pendiente del estudio informativo | 2,6 | 5       | -               |
| Albal - Alcácer - Silla                              | Pendiente del estudio informativo | -   | 3       | -               |

## Conexiones
Las primeras dos fases confirmadas del proyecto tendrán las siguientes conexiones una vez empiecen a operar:
   Valencia Sud.